# Euphrosine dumosa
Euphrosine dumosa är en ringmaskart som beskrevs av Moore 1911. Euphrosine dumosa ingår i släktet Euphrosine och familjen Euphrosinidae. Inga underarter finns listade i Catalogue of Life.